# Hoa hậu Quốc tế 1975
Hoa hậu Quốc tế 1975 là cuộc thi Hoa hậu Quốc tế lần thứ 15, được tổ chức vào ngày 3 tháng 11 năm 1975 tại, Okinawa, Nhật Bản. 48 thí sinh tham gia cuộc thi năm nay. Trong đêm chung kết, Hoa hậu Quốc tế 1974, Karen Brucene Smith đến từ Hoa Kỳ đã trao vương miện cho người kế nhiệm, cô Lidija Manić đến từ Nam Tư. Đây là lần đầu tiên Nam Tư đăng quang cuộc thi.

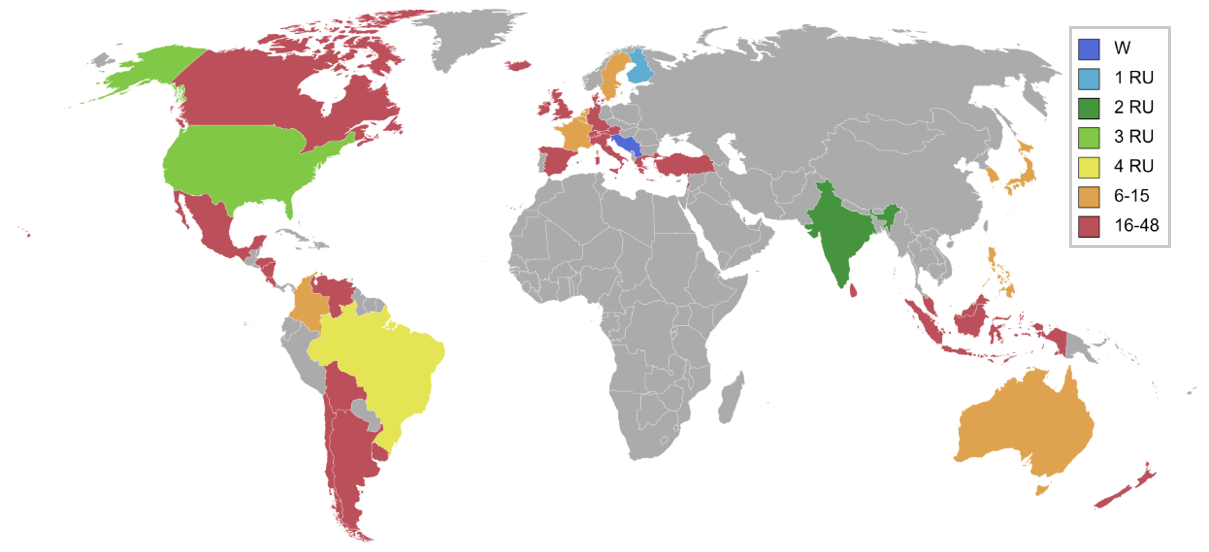
Các quốc gia và vùng lãnh thổ tham gia Hoa hậu Quốc tế 1975 và kết quả.

## Thứ hạng

### Kết quả
| Các danh hiệu cao nhất | Thí sinh |
| ---------------------- | --- |
| Hoa hậu Quốc tế 1975   | - Nam Tư – Lidija Manić |
| Á hậu 1                | - Phần Lan – Eeva Mannerberg |
| Á hậu 2                | - Ấn Độ – Indira Bredemeyer |
| Á hậu 3                | - Hoa Kỳ – Patricia Bailey |
| Á hậu 4                | - Brazil – Lisane Guimarães |
| Top 15                 | - Úc – Alison McKean - Bỉ – Liliane Walschaers - Colombia – Alina Botero López - Pháp – Isabelle Krumacker - Hà Lan – Nannetje Nielen - Nhật Bản – Sumiko Kumagai - Hàn Quốc – Lee Hyang-mok - Luxembourg – Martine Wagner - Philippines – Jaye Antonio Murphy - Thụy Điển – Kerstin Olsson |

### Các giải thưởng phụ
| Giải thưởng                 | Thí sinh                     |
| --------------------------- | ---------------------------- |
| Hoa hậu Thân thiện          | - Đan Mạch – Lone Degn Olsen |
| Hoa hậu Ảnh                 | - Pháp – Isabelle Krumacker  |
| Trang phục dân tộc đẹp nhất | - Mexico – Margarita Vernis  |

## Thí sinh
Có 48 thí sinh tham gia cuộc thi:
| - Argentina - Graciela Silvia Massanes Marne - Úc - Alison Leigh McKean - Áo - Rosemary Holzschuh - Bỉ - Liliane Marie Walschaers - Bolivia - Rosario Maria del Blanco - Brazil - Lisane Guimarães Távora - Anh Quốc - Sharon Jermyn - Canada - Normande Jacques - Chile - Ana Maria Papic Marinovic - Colombia - Alina Maria Botero López - Costa Rica - Maria Lidieth Mora Badilla - Đan Mạch - Lone Degn Olsen - Phần Lan - Eeva Kristiina Mannerberg - Pháp - Isabelle Nadia Krumacker - Đức - Sigrid Silke Klose - Hy Lạp - Maria Tzobanaki - Guam - Clarissa Perez Duenas - Hawaii - Sandra A. Silva - Hà Lan - Nannetje Johanna Nielen - Honduras - Ligia Yolanda Caballero Cárdenas - Hồng Kông - Quan Thục Phân - Iceland - Thorbjorg Gardarsdóttir - Ấn Độ - Indira Maria Bredemeyer - Indonesia - Yayuk Rahayu Sosiawati | - Ireland - Nuala Holloway - Ý - Silvana Coppa - Nhật Bản - Sumiko Kumagai - Hàn Quốc - Lee Hyang-mok - Liban - Ramona Karam - Luxembourg - Martine Anne Wagner - Malaysia - Jenny Tan - Malta - Mary Louis Elull - Mexico - Margarita Vernis - New Zealand - Miranda Grace Hilton - Nicaragua - Myra Barquero Robleto - Philippines - Jaye Antonio Murphy - Puerto Rico - Gladys Salgado Castillo - Singapore - Jenny Tan Gwek Eng - Tây Ban Nha - Maria Teresa Maldonado Valle - Sri Lanka - Salangshaala Jerrie Ahlip - Thụy Điển - Kerstin Anita Olsson - Thụy Sĩ - Isabelle Cathrine Michel - Tahiti - Moea Marie-Therese Amiot - Thổ Nhĩ Kỳ - Nur Fedakar - Uruguay - Stella Barrios - Hoa Kỳ - Patricia Lynn Bailey - Venezuela - Maria del Carmen Yamel Díaz Rodríguez - Nam Tư - Lidija Vera Manic |

## Chú ý

### Trở lại
| - Lần cuối tham gia vào năm 1962: - Liban - Lần cuối tham gia vào năm 1971: - Nam Tư | - Lần cuối tham gia vào năm 1973: - Hồng Kông - Malta - Puerto Rico |

### Bỏ cuộc
- Bồ Đào Nha
- Thái Lan

## Liên kết
- Pageantopolis - Miss International 1975